# Octan baru
Octan baru Ba(CH
3COO)
2 – organiczny związek chemiczny z grupy octanów, sól kwasu octowego i baru.

## Właściwości
Octan baru jest białym ciałem stałym. Jest rozpuszczalny w wodzie, zaś w etanolu rozpuszcza się słabo. pH jego 5% roztworu wodnego wynosi 7–8,5.

## Toksyczność
Substancja działa szkodliwie na drogi oddechowe oraz po połknięciu. Po spożyciu substancji występują mdłości, wymioty, biegunka oraz zawroty i bóle głowy. Wywołuje ona także podrażnienie błony śluzowej oraz ślinotok.
W wypadku długotrwałego narażenia na kontakt z octanem baru występują: osłabienie pracy serca oraz arytmia serca, wzrost ciśnienia krwi, zapaść krążenia i sztywność mięśni.

## Pierwsza pomoc
Przy kontakcie ze skórą lub z oczami należy przepłukać je dużą ilością wody.
W wypadku połknięcia należy podać choremu siarczan sodu w ilości 1 łyżki stołowej na 1/4 litra wody.
Należy również skonsultować się z lekarzem.